# Sd Kfz 11
Sd.Kfz.11（Sonderkraftfahrzeug 11）は、第二次世界大戦でドイツ国防軍と武装親衛隊で使用された3トンハーフトラックである。

## 概要
1934年からブレーメンに本社を置くハンザ・ロイド＆ゴリアテ社（後にボルクヴァルト社により吸収合併）で3トンハーフトラックの開発がスタートした。最初に試作されたものはHL kl 2の名称が与えられておりボルグヴァルト社製3500エンジン（70馬力）を搭載し転輪は片側4組で構成されていた。
1935年にはHL kl 3(H)が試作、これはエンジンとラジエターを後方に配置しラインメタル社製70口径3.7cm対戦車砲を搭載する車体として開発された。しかし、この車体は試験的に騎兵部隊が使用したに留まった。
同じく1935年にkl 2型の改修型のHL kl 3が試作、より生産型に近くなり変速機もボルクヴァルト社製前進5速後進1速からZF社製前進5速後進1速に変更した。
1936年には、装甲車体を架設するために開発されたHL kl 4(H)が登場した。エンジンは重量増加のためにボルクヴァルト社製100馬力のものに変更され変速機もボルクヴァルト社製前進4速のものとなった。エンジンは車体後部に配置、転輪が片側6輪増えて走行能力を向上させていた。
上記の試作を経てHL kl 5型が1936年に完成、これが当シリーズの先行量産型となり、ボルクヴァルト社で505輌が生産された。基本的にはHL kl 4(H)のエンジン配置を通常の牽引型と同様としたものだが装甲車体は必要としないので70馬力のボルクヴァルト社製L3500Lが搭載されていた。
1937年には生産型となるHL kl 6が登場。基本型は上記のHL kl 5と同様で乗員1名、運転席脇に2名、後方キャビンに6名と変わりなかったものの機動性向上の観点から100馬力のマイバッハ製HL38型が搭載された。このkl 6型がSd.Kfz.11として制式化され1938年より本格的な生産に入った。
生産はボルクヴァルト社にて2,067輌、ハノマーグ社で6,270輌、アドラー社で4,300輌。他にアウトウニオン社でも少数生産が行われたと言う。後期には車台の構造がSd.Kfz.251に近く、エンジングリルが直線的なデザインとなり、キャビンや荷台が木製となった簡易型も量産されている。

## バリエーション

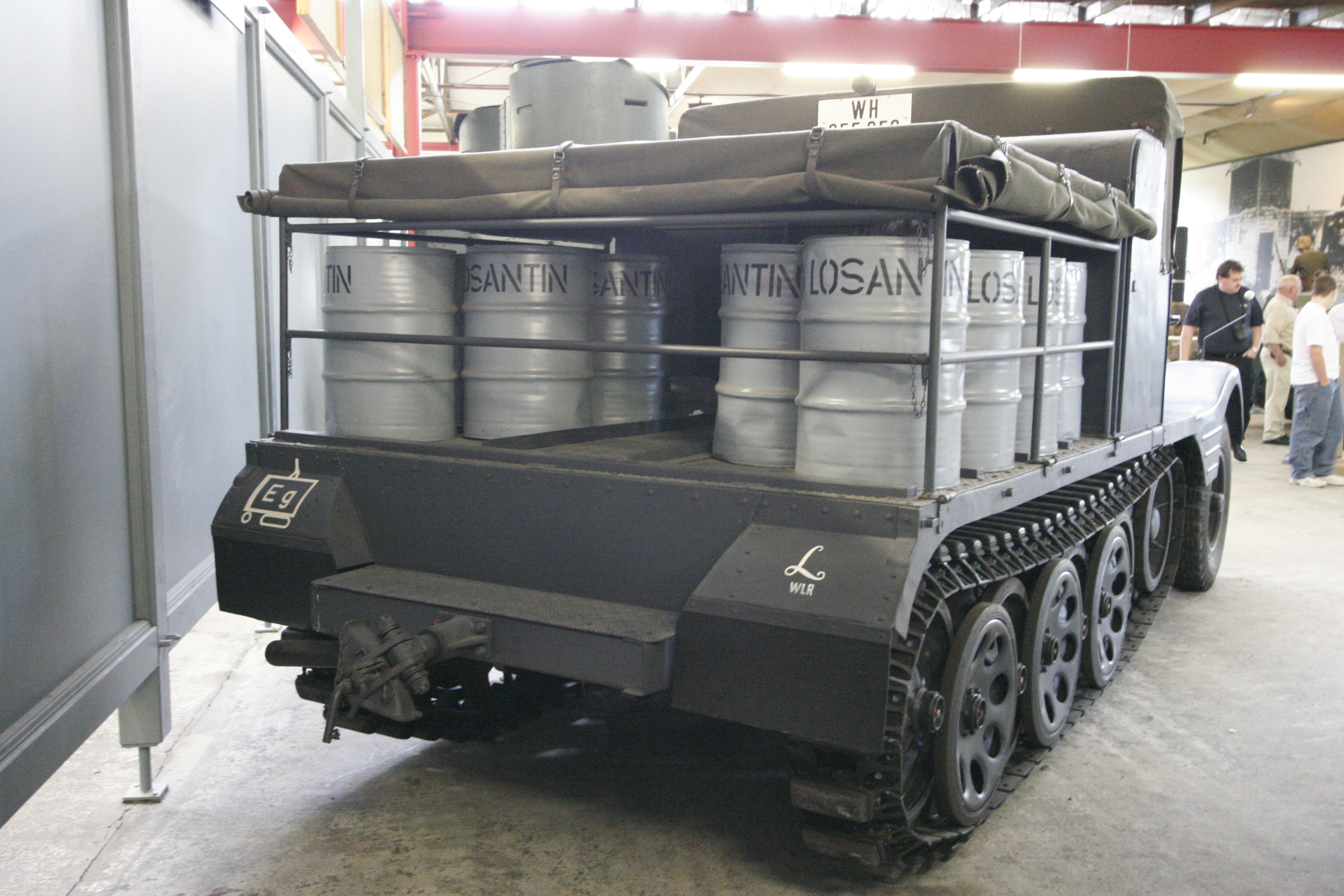
Sd.Kfz.11/2

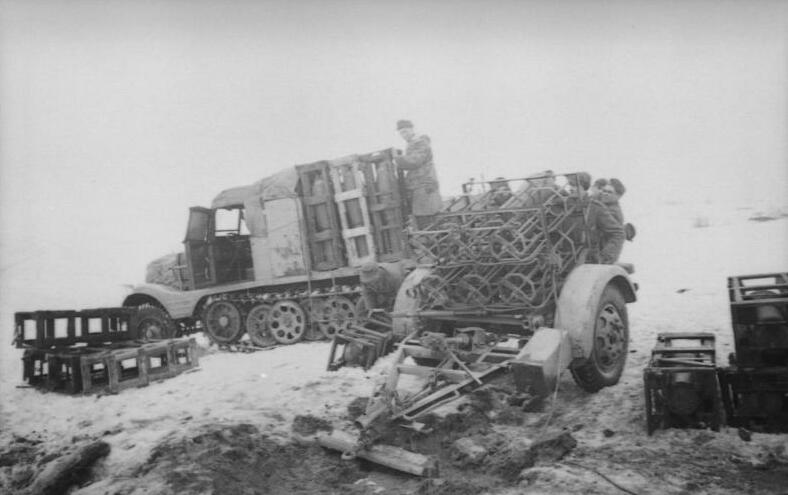
1944年1月、東部戦線におけるSd.Kfz.11/5

Sd.Kfz.11 (HL kl 6)
基本型。
Sd.Kfz.11/1 (HL kl 6n)
ネーベルヴェルファー（15 cm NbW 41もしくは21 cm NbW 42）を牽引、弾薬運搬、要員搭乗をするために開発された車体。左右フェンダー幅までキャビンが広げられ、弾庫も大型化されドアのサイズも大きくなったのに加えリアパネルのカーブが大きくなって単純なスタイルとなった。弾庫にはラックの仕切りを変更することで10cm砲弾80発、15cm砲弾なら36発、21cm砲弾なら10発を収納することが出来た。
Sd.Kfz.11/2 (HL kl 6s)

対化学戦用洗浄液散布車で操縦席後方のキャビンは廃止され洗浄液を収めるボンベが搭載されていた。さらに車体後部左右に噴霧器を装備。実戦では使用されずに保管されていた。

Sd.Kfz.11/3 (HL kl 6k)
11/2型と同様に毒ガス中和剤を収めたコンテナを搭載し自動噴霧器1基を備えて汚染地帯に中和剤の散布を行うことを目的とした車輌。生産数は不明だが化学戦時のために一定数は生産されていた。
Sd.Kfz.11/4 (HL kl 6N)
11/2型と同系列の車体だが車体後部の形状が改められ、10 cm NbW 35もしくは10 cm NbW 40を分解搭載出来る運搬車として生産された。
Sd.Kfz.11/5

28/32cmロケット発射器（28/32 cm NbW 41）の弾薬運搬車として開発された車体。操縦席後方のキャビンは廃止され荷台の上にコンテナに収められたロケット弾をそのまま搭載していた。